# Neosinocythere
Neosinocythere is een geslacht van kreeftachtigen uit de klasse van de Ostracoda (mosselkreeftjes).

## Soorten
- Neosinocythere acupunctata (Brady)
- Neosinocythere beibuwanensis (Chen in Gou, Chen, Guan, Jian, Liu, Lai & Chen, 1981) Zhao (Yi-Chun) & Whatley, 1993 †
- Neosinocythere dekrooni (Kingma, 1948) Zhao (Yi-Chun) & Whatley, 1989 †
- Neosinocythere elongata (Hu, 1976) Zhao (Yi-Chun) & Whatley, 1993 †
- Neosinocythere indica Zhao (Yi-Chun) & Whatley, 1993
- Neosinocythere indowestpacifica Zhao (Yi-Chun) & Whatley, 1993
- Neosinocythere lungmena Hu & Tao, 2008
- Neosinocythere macropunctata Zhao (Yi-Chun) & Whatley, 1993
- Neosinocythere mckenzii (Annapurna & Rama Sarma, 1985) Zhao (Yi-Chun) & Whatley, 1993
- Neosinocythere micropunctata Zhao (Yi-Chun) & Whatley, 1993
- Neosinocythere nanhaiensis (Gou in Gou, Chen, Guan, Jian, Liu, Lai & Chen, 1981) Zhao (Yi-Chun) & Whatley, 1993 †
- Neosinocythere superba (Guan, 1978) Zhao (Yi-Chun) & Whatley, 1993 †